# رئيس فنزويلا
رئيس فنزويلا هو رأس الدولة ورئيس الحكومة في فنزويلا ذو النظام الرئاسي. يترأس الرئيس السلطة التنفيذية وهو رئيس أركان القوات المسلحة الوطنية للجمهورية البوليفارية الفنزويلية، حددت الفترة الرئاسية ست سنوات في دستور فنزويلا.نجا الرئيس الفنزويلي نيكولاس مادورو من هجوم استهدفه بطائرات مسيّرة محملة بمتفجرات أثناء عرض عسكري في العاصمة كاراكاس، حسبما أعلنت حكومة البلاد.

## آخر انتخابات
| مرشح                                                                              | مرشح              | حزب                                           | ائتلالاف          | اصوات      | %     |
| --------------------------------------------------------------------------------- | ----------------- | --------------------------------------------- | ----------------- | ---------- | ----- |
|                                                                                   | نيكولاس مادورو    | الحزب الاشتراكي الموحد الفنزويلي              | GPP               | 7,587,579  | 50.61 |
|                                                                                   | إنريكه كابريليس   | Justice First                                 | MUD               | 7,363,980  | 49.12 |
|                                                                                   | Eusebio Mendez    | New Vision for my Country                     | —                 | 19,498     | 0.13  |
|                                                                                   | María Bolívar     | United Democratic Party for Peace and Freedom | —                 | 13,309     | 0.08  |
|                                                                                   | Reina Sequera     | Worker's Party                                | —                 | 4,241      | 0.02  |
|                                                                                   | Julio Mora        | Democratic Unity Party                        | —                 | 1,936      | 0.01  |
| اصوات صحيحة                                                                       | اصوات صحيحة       | اصوات صحيحة                                   | اصوات صحيحة       | 14,990,543 | 99.55 |
| اصوات باطلة/فارغة                                                                 | اصوات باطلة/فارغة | اصوات باطلة/فارغة                             | اصوات باطلة/فارغة | 66,937     | 0.44  |
| الاجمالي                                                                          | الاجمالي          | الاجمالي                                      | الاجمالي          | 15,059,630 | 100   |
| الناخبون المسلجون                                                                 | الناخبون المسلجون | الناخبون المسلجون                             | الناخبون المسلجون | 18,904,364 | 79.68 |
| Source: Consejo Nacional Electoral نسخة محفوظة 3 مارس 2016 على موقع واي باك مشين. |                   |                                               |                   |            |       |